# Segunda Campanha de Melilha
A Segunda Campanha de Melilha (em castelhano: Campaña Melilla ou Guerra de Melilla) foi um conflito em 1909 no norte de Marrocos em torno de Melilha. Os combates envolveram rifenhos locais e o exército espanhol.

## Contexto histórico
O Tratado de Paz com Marrocos que se seguiu à Guerra Hispano-Marroquina de 1859–1860 implicou a aquisição de um novo perímetro urbano para Melilha, elevando a sua área para os atuais 12 km2. Após a declaração de Melilha como porto franco em 1863, a população começou a aumentar, principalmente com os judeus sefarditas fugindo de Tetuão, que fomentaram o comércio dentro e fora da cidade. O novo acordo de 1894 com Marrocos que se seguiu à Guerra de Margallo de 1893 entre espanhóis e tribos rifenhas aumentou o comércio com o interior, elevando a prosperidade econômica da cidade a um novo nível.
No entanto, a viragem do novo século viu as tentativas da França (baseada na Argélia francesa) de lucrar com a sua recém-adquirida esfera de influência em Marrocos para contrariar as proezas comerciais de Melilha, promovendo ligações comerciais com as cidades argelinas de Ghazaouet e Orã. Melilha começou a sofrer com isso, ao que também se somou a instabilidade trazida pelas revoltas contra Muley Abdel Aziz no interior, embora depois de 1905 o pretendente ao sultão El Rogui Bou Hmara tenha levado a cabo uma política de neutralização das hostilidades na área que favorecia a Espanha. A Conferência de Algeciras de 1906 sancionou a intervenção direta francesa e espanhola em Marrocos. Os franceses apressaram-se a ocupar Oujda em 1907, comprometendo o comércio de Melilha com aquela cidade. A instabilidade duradoura no Rif ainda ameaçava Melilha. Após a ocupação espanhola de Ras Kebdana, em 12 de março de 1908, que causou novas intervenções potenciais na bacia de Moulouya, empresas mineiras estrangeiras começaram a entrar na área. Uma espanhola, a Companhia Espanhola de Minas do Rife [es], foi constituída em julho de 1908, dirigida por Clemente Fernández, Enrique Macpherson, o Conde de Romanones, o Duque de Tovar [es] e Juan Antonio Güell [es], que nomeou Miguel Villanueva como presidente.
Em 8 de agosto de 1908, os rifenhos atacaram as minas, sem causar quaisquer vítimas, mas Muley Mohamet foi detido e enviado para Fez, onde morreu na prisão. Em meio ao conflito com as tribos riffianas, Bou Hmara, sem apoio espanhol suficiente, foi forçado a deixar a área no final de 1908. Sem apoio em território hostil, o general José Marina Vega, comandante militar de Melilka, pediu reforços ao governo da Espanha para proteger as minas, mas nenhum foi enviado. Em 9 de julho de 1909, ocorreu um novo ataque e vários trabalhadores ferroviários espanhóis foram mortos por tribos, provocando uma ofensiva retaliatória ordenada por Marina Vega durante a qual várias posições perto de Melilka foram ocupadas.

## Batalhas

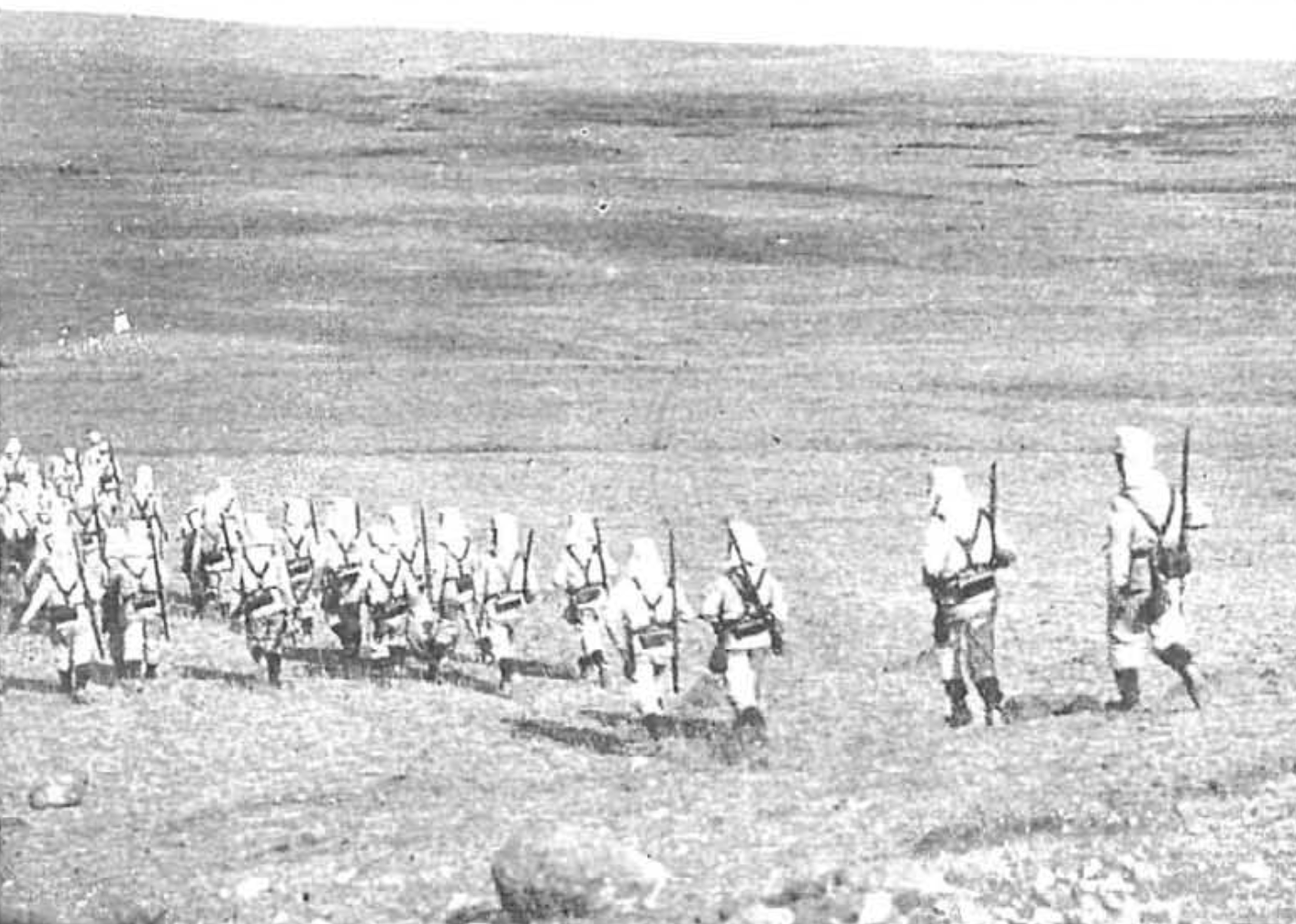
A saída da brigada de infantaria ligeira liderada por Pintos em 27 de julho de 1909

Como resultado destas mortes, o primeiro-ministro Antonio Maura aumentou a guarnição espanhola em Melilha de 5 mil homens para 22 mil em preparação para uma ofensiva. Todas as forças espanholas envolvidas eram recrutas; nesta fase, a Espanha não tinha tropas profissionais nem tropas indígenas em armas. O exército espanhol estava mal treinado e equipado e carecia de mapas básicos. 
O impressão na Espanha continental que se seguiu ao início do conflito provocou a insurreição das classes populares (o sistema proporcionou aos ricos facilidades para evitar a impressão), repercutindo nos eventos da Semana Trágica, que ocorreram do final de julho a no início de Agosto, de forma mais amarga em Barcelona, onde os protestos se entrelaçaram com explosões de violência anticlerical, forçando o governo Maura a suspender as garantias constitucionais em todo o país após 28 de julho.
As tropas espanholas foram alvejadas por francs-tireurs e ocorreram escaramuças perto de Melilha. O general Marina decidiu colocar seis companhias em Ait Aixa, sob o comando do Coronel Álvarez Cabrera. Saíram de Melilha ao anoitecer, mas se perderam e, pela manhã, se encontraram no Canyon Alfer, onde foram dizimados por tiros vindos do alto. O coronel Cabrera e 26 homens foram mortos e 230 ficaram feridos. 
Em 27 de julho os espanhóis sofreram a segunda derrota na Ravina do Lobo [es]. Na véspera Marina havia decidido 
enviar forças para proteger a Segunda Caseta e também ordenou ao general Pintos que guardasse as 
proximidades do monte Gurugu [es] no 
comando de uma brigada de jägers. Os rifenhos emboscaram os jägers 
e infligiram perdas de cerca de 600 feridos e 150 mortos às tropas 
espanholas (embora os números sejam contestados), incluindo Pintos, que 
morreu em combate.
Após este desastre, os espanhóis interromperam as suas operações militares. Eles aumentaram o número de tropas para 35.000 homens e trouxeram artilharia pesada da Espanha e, no final de agosto, lançaram um novo ataque. Em janeiro de 1910, a sua força esmagadora permitiu-lhes subjugar a maioria das tribos orientais. Os espanhóis continuaram a expandir o seu enclave de Melilha para abranger a área desde o Cabo das Três Forcas até às enseadas meridionais de Mar Chica. No entanto, isto foi conseguido ao custo de 2 517 vítimas. 